# اهلاتکوی، کاستامونو
اهلاتکوی، کاستامونو (به لاتین: Ahlatköy, Kastamonu) یک  Köy  در ترکیه است که در استان قسطمونی واقع شده‌است.